# The Residents
The Residents sono un gruppo musicale e collettivo artistico statunitense.
I membri del gruppo non hanno mai mostrato la loro vera identità al pubblico (fatto rarissimo nel mondo del rock), ed è dunque possibile che nel corso degli anni si siano avvicendati numerosi musicisti nelle vesti dei quattro componenti della formazione. Fedeli ad una propria rigida etica "alternativa", si sono sempre autoesclusi dai circuiti di musica commerciale.
Durante i concerti, che possono essere talvolta delle performance multimediali, i membri del gruppo di solito si presentano indossando cilindro, frac e una maschera grottesca (quella più celebre rappresenta un gigantesco bulbo oculare).
Secondo il sito WhatCulture i Residents sono il gruppo musicale più bizzarro di sempre.

## Storia

### 1969–1972: I primi anni della formazione
I Residents risiedono in California, nell'area metropolitana di San Francisco, ma dichiarano di provenire dalla Louisiana e che si sono fermati a vivere a San Mateo perché gli si era rotto il furgone e da allora non se ne sono mai andati (ovviamente potrebbe anche essere tutto falso).
Nel 1969 il gruppo incise il primo dei suoi numerosi lavori poi rimasti inediti. Si hanno notizie di almeno due nastri inediti intitolati Rusty Coathangers for the Doctor e The Ballad of Stuffed Trigger. Altri indizi dell'attività pre-1970 del gruppo si ebbero quando uscì il brano I Heard You Got Religion.
L'album The Ballad of Stuffed Trigger non è stato mai pubblicato in nessun formato.
Nel 1971 la band inviò un nastro demo a Hal Halverstadt della Warner Brothers, poiché egli aveva lavorato in precedenza con Captain Beefheart. Dato che la band non aveva indicato nessun mittente sul pacco, il nastro venne rinviato con la semplice dicitura "To the residents" ("Ai residenti"). Ai componenti del gruppo la cosa piacque talmente, che decisero di chiamare così la band.
La prima esibizione ufficiale del gruppo a nome "The Residents" si svolse alla The Boarding House di San Francisco nel 1971. Quello stesso anno venne registrato un altro nastro intitolato Baby Sex.
Quando nel 1972 entra a far parte del loro "organico" il chitarrista Philip "Snakefinger" Lithnam, il gruppo si trasferì a San Francisco dove fondò la Ralph Records, etichetta "di confine" in quanto nata tra la fine dell'era psichedelica e l'inizio della nuova ondata New wave). La loro prima pubblicazione a nome Residents fu l'EP Santa Dog, distribuito nel dicembre del 1972. L'uscita (anagramma di: Satan God) fu prodotta in una prima tiratura di un centinaio di copie e spedito, oltre che ad amici e artisti vari, a Frank Zappa e a Richard Nixon (l'allora presidente degli Stati Uniti che però rifiutò il pacco).

### 1972–1980: I primi album
All'EP fece presto seguito il primo album effettivo dell'organico: Meet the Residents, che venne registrato nel 1973 e pubblicato nel 1974. Divenuto noto per la sua inquietante copertina omaggio/parodia ai Beatles, il disco è già sintomatico delle stramberie sonore ed artistiche d'avanguardia tipiche dei Residents.
Sempre del 1974, ma non pubblicato prima del 1978, è Not Available. L'album venne intenzionalmente lasciato riposare nel cassetto per coerenza con le teorie di minima visibilità volute dal gruppo.
Il seguente The Third Reich 'n Roll del 1976 presenta un solo brano per facciata, approssimativamente della durata di 17 minuti e mezzo. L'album è il risultato di innumerevoli citazioni di vecchi classici rock and roll stravolti, sovraincisi con nuove voci soliste, strumentazioni e rumori vari. La copertina del disco raffigura Dick Clark in uniforme da nazista mentre impugna una carota (riferimento al vegetarianismo di Adolf Hitler), mentre innumerevoli piccoli Hitler danzano sulle nuvole dello sfondo.
Dopo The Third Reich 'n Roll arrivò l'ambizioso Fingerprince. L'intenzione originaria della band era quella di pubblicarlo come il primo vero album a tre lati, ma l'idea fu scartata quando il gruppo scoprì che i Monty Python avevano già fatto la stessa identica cosa tre anni prima con il loro album The Monty Python Matching Tie and Handkerchief. Il "terzo lato" venne successivamente pubblicato in formato EP con il titolo Babyfingers.
I Residents diedero un seguito a Fingerprince con il successivo Duck Stab/Buster & Glen (1978), il loro album più accessibile fino ad allora, ma sempre contraddistinto da motivetti "alienanti" senza nessun potenziale commerciale.
Eskimo (1979) contiene, secondo la descrizione fornita dalla band stessa, musica etnica sulla vita degli eschimesi, percussioni, voci senza parole, e musica creata dai suoni della natura. La copertina di Eskimo è la prima occasione nella quale il gruppo sfoggia il noto travestimento comprendente frac e teste da bulbo oculare che poi sarebbe diventato il loro marchio di fabbrica. I Residents remixarono le "canzoni" dell'album in versione disco music, pubblicandole nell'EP Diskomo (1980).
Sempre nel 1979 venne pubblicata The True Story of the Residents: una biografia immaginaria del gruppo illustrata da Matt Groening, futuro creatore della serie I Simpson. Dapprima uscita con The Official W.E.I.R.D. Book of the Residents, verrà poi ripubblicata nel libro Uncle Willie’s Highly Opinionated Guide to the Residents del 1993.
The Commercial Album (1980) consiste di 40 canzoni-spot della durata esatta di 1 minuto ciascuna, scritte sotto forma di jingle pubblicitari. Per la raccolta furono anche preparati 40 brevi videoclip che avrebbero dovuto accompagnare le canzoni.

### 1981–1990: Performance art e concept album

#### The Mole Trilogy & The Mole Show (1981–85)
Nel 1981, venne pubblicato l'album Mark of the Mole come prima parte della trilogia concettuale della "talpa" ("The Mole Trilogy"). "The Mole Trilogy" è costituita da tre parti: I, II (The Tunes of Two Cities) e IV (The Big Bubble: Part Four of The Mole Trilogy), in aggiunta venne pubblicato altro materiale collegato alla trilogia in un disco intitolato Intermission. Nonostante gli ottimi giudizi ricevuti, il "Mole show" si rivelò tuttavia essere un terribile fiasco commerciale, che spinse, secondo le testimonianze, due membri ad abbandonare la formazione
Durante questo periodo, i Residents furono molto meno prolifici che in passato, con la pubblicazione soltanto di una compilation di outtakes intitolata Residue of the Residents, e un disco in collaborazione con i colleghi di etichetta Renaldo and the Loaf, Title in Limbo. Con il fallimento della "trilogia della talpa" si colloca generalmente la fine del cosiddetto periodo d'oro della band. I successivi lavori, infatti, pur non difettando in astrusità e sperimentazione, non arriveranno mai a raggiungere lo "status mitico" degli album precedenti.

#### The American Composers Seriese13th Anniversary Show(1984-86)
Dopo il fallimento del Mole Show e l'abbandono della incompleta Mole Trilogy, la band rivolse la propria attenzione nei confronti di un nuovo progetto, una serie di dischi, ognuno costituito da una lunga suite di reinterpretazioni di standard di compositori americani. Il gruppo progettò di fare numerose cover di brani di diversi artisti, ma solo due album inerenti al progetto furono completati e pubblicati: George and James (dedicato a George Gershwin e James Brown) nel 1984, e Stars & Hank Forever: The American Composers Series (tributo a Hank Williams e John Philip Sousa) del 1986.
In seguito i Residents diedero inizio al 13th Anniversary Tour.

#### Cube E(1989–1990) eThe King & Eye
Cube E era una performance in tre atti sulla storia della musica americana. Nella prima parte, definita "Buckaroo Blues", ha forte spazio la musica country. Il secondo atto intitolato "Black Barry" è incentrato sulla musica degli schiavi negri e sul blues. La terza parte, "The Baby King", presenta le canzoni di Elvis Presley reinterpretate grottescamente. Altro lavoro dedicato ad Elvis Presley è The King & Eye che narra una surreale biografia del cantante.

#### God in Three Personse altre opere
Alla fine degli anni ottanta, il gruppo creò un ennesimo concept album, nonché una delle più note opere rock della loro carriera, God in Three Persons, incentrato sullo sfruttamento da parte di uno sceriffo di una piccola contea di due gemelle dotate di poteri curativi. Il disco è l'unico dei Residents ad avere nel sito AllMusic il massimo voto (5 stelle su 5) e il contrassegno degli "album consigliati".

### 1991–97: Progetti multimediali
Negli anni novanta, la band creò il Freak Show. Ciò diede il via alla crescente ossessione dei The Residents per la tecnologia digitale. La maggior parte della musica venne creata attraverso protocolli MIDI. Freak Show fu anche il titolo del CD-ROM pubblicato dalla Voyager Company nel gennaio 1994, poco tempo dopo il primo esperimento multimediale su CD-ROM di Laurie Anderson, Puppet Motel.
Altri progetti multimediali dei The Residents dell'epoca includono The Gingerbread Man e Bad Day on the Midway.

### 1998–2008: Tour e altri progetti

#### Wormwood(1998–99)
Wormwood: Curious Stories from the Bible è la personale e dissacrante rilettura della Bibbia da parte dei Residents. Sul palco la band si esibiva in abiti ecclesiastici.

#### Demons Dance AloneeAnimal Lover(2002–05)
Tra il 2002 e il 2005 i Residents registrarono gli album drammatici Demons Dance Alone e Animal Lover. Il primo di questi è parzialmente ispirato agli attacchi terroristici dell'11 settembre 2001.

### 2010–presente:Talking Lighte oltre

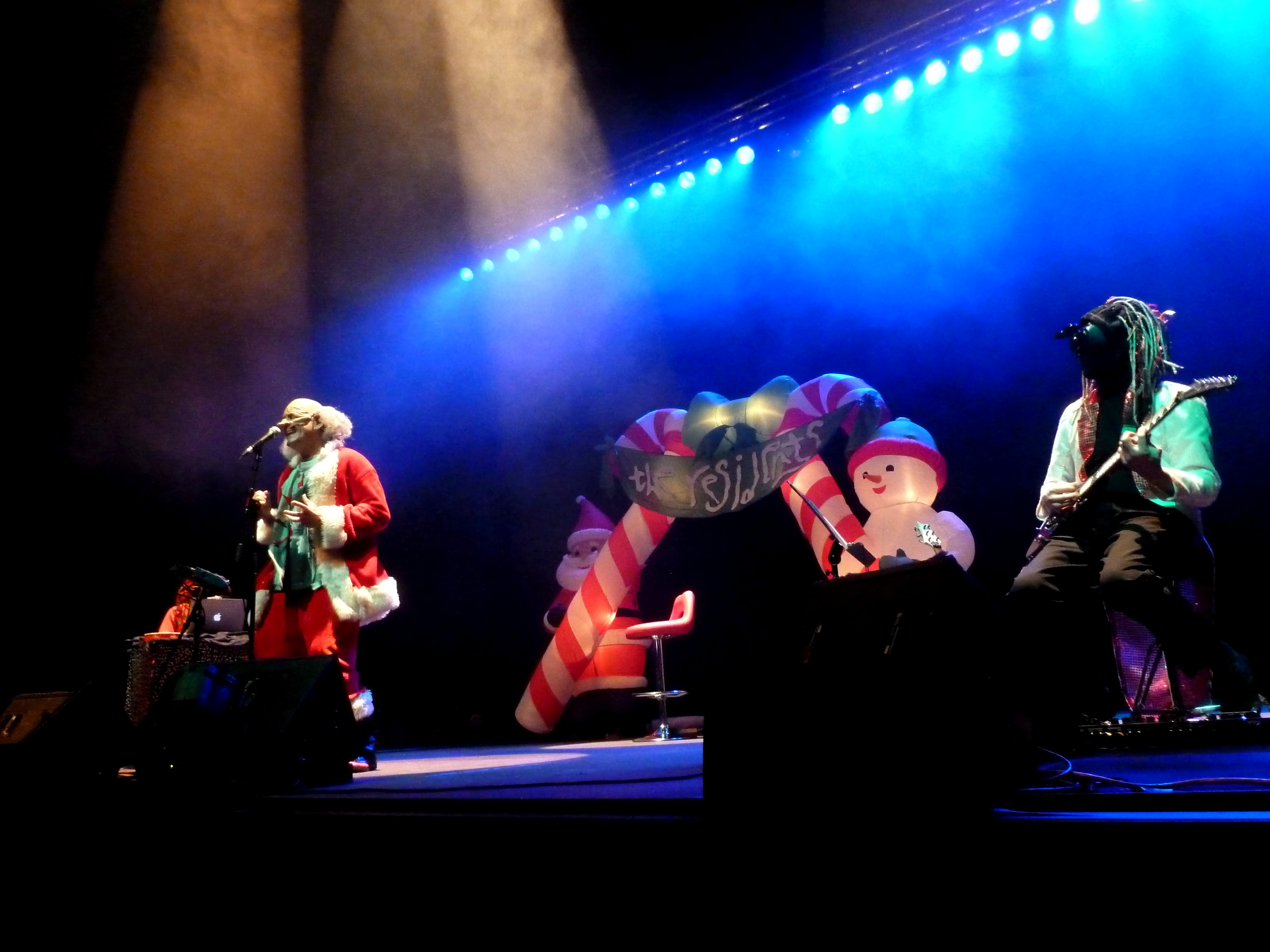
I Residents durante un concerto del 2013

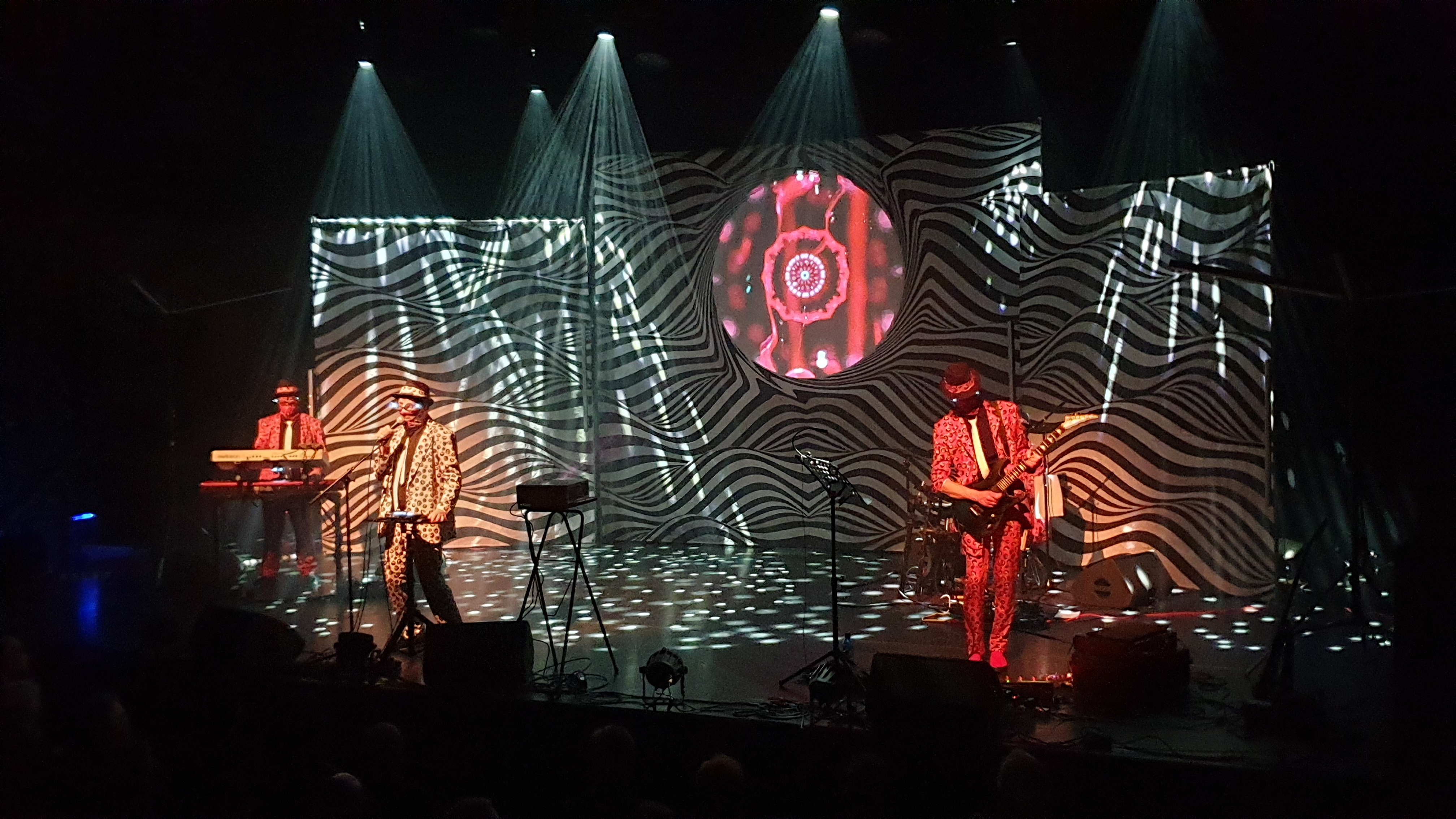
I Residents durante un concerto del 2023

Nel gennaio 2010 i Residents iniziarono una serie di concerti denominati "Talking Light", attraverso il Nord America e l'Europa. Durante il tour, durato fino all'aprile 2011, i Residents apparvero in trio adottando nuove identità e nuovi costumi. Il cantante, "Randy", indossava una maschera da uomo anziano, mentre gli altri due, il tastierista "Charles Bubock" detto "Chuck" (identificato poi nel co-fondatore dei Residents Hardy Fox) e il chitarrista "Bob", portavano parrucche con capelli rasta ed una specie di attrezzatura ottica luminosa a coprire i loro volti. Le canzoni proposte ruotavano tutte sulle ossessioni dei vari personaggi circa i fantasmi, persone immaginarie, e fenomeni paranormali. Una delle loro esibizioni si tenne all'edizione annuale dell'All Tomorrow's Parties Festival curato da Matt Groening nel maggio 2010 a Minehead, Inghilterra. La band pubblicò diversi album relativi al concetto del "Talking Light", inclusi i dischi solo strumentali Dolor Generar e Chuck's Ghost Music, l'album live Bimbo's Talking Light, e Lonely Teenager (in studio).
Nell'ottobre e novembre 2011, i Residents hanno presentato una prima versione di Sam's Enchanted Evening al The Marsh Performance Center di Berkeley, California, con il cantante della band introdotto come "Randy Rose".
Il 10 gennaio 2012, i Residents hanno pubblicato l'album Coochie Brake; incentrato principalmente su musica ambient, sonorità etniche, con testi in spagnolo recitati.
Nel 2015 è uscito il documentario dedicato al gruppo Theory of Obscurity: A Film About The Residents.
Nel 2020 hanno pubblicato Metal, Meat & Bone – The Songs Of Dyin’ Dog, doppio album di cover di un bluesman albino di nome Dyin’ Dog (la cui esistenza è però stata messa in dubbio).

## Stile musicale
Gruppo di rock sperimentale che ha anticipato la new wave, i Residents fondono rock, noise e vaudeville in modo atipico e grottesco, adoperando perlopiù apparecchiature elettroniche e la tecnica del montaggio sonoro. Le loro opere si dividono principalmente in due categorie: quelle basate sulla "decostruzione" dissacrante della musica pop e rock occidentale (come nel caso di (I Can't Get No) Satisfaction dei Rolling Stones), e complesse opere concettuali. Fra gli artisti a cui si ispirano vi sono Frank Zappa, da cui riprendono lo stile collage, Erik Satie e Anton Webern. I loro testi surreali e spesso provocatori sono costruiti intorno ad un tema, una teoria oppure una trama come nel caso dell'ambiziosa The Mole Trilogy, God in Three Persons (1987), dedicata ad alcuni episodi della Bibbia, e Gingerbread Man (1994), dedicato alla paranoia e alla disperazione.

## Cryptic Corporation
Nel corso degli anni si è speculato molto circa la reale identità dei componenti dei Residents in relazione al loro gruppo di management conosciuto come "The Cryptic Corporation." La Cryptic si formò nel 1976 in California per volontà di Jay Clem (1947), Homer Flynn (1945), Hardy W. Fox (1945-2018), e John Kennedy, ognuno dei quali ha sempre negato di far parte dei Residents. (Clem e Kennedy lasciarono la Corporation nel 1982.) Sebbene i Residents non concedano interviste, Flynn e Fox hanno spesso parlato con i media delle attività del gruppo.
William Poundstone, autore del libro Big Secrets, confrontò la voce di Flynn con i brani parlati presenti nei dischi dei Residents. Dopo ripetuti ascolti, arrivò alla conclusione che le due voci fossero praticamente identiche. Aggiungendo infine che "pareva credibile identificare il nucleo dei Residents nel duo Flynn & Fox". A supporto di questa tesi si crede che Flynn sia il paroliere mentre Fox componga la musica. In aggiunta il database on line Broadcast Music Incorporated relativo ai diritti d'autore degli artisti musicali, indica Flynn & Fox come gli autori di tutte le canzoni dei Residents.
Simon Reynolds scrive nel suo libro Rip It Up and Start Again: Post Punk 1978–1984 che "i Residents e i loro collaboratori e manager sono la stessa ed unica cosa", Reynolds cita come fonti Helios Creed, che identifica i Residents in un tastierista chiamato "H", un cantante di nome "Homer", e "un altro tizio di nome John"; e Peter Principle dei Tuxedomoon, il quale affermò che la sua band aveva scoperto "come i due tipi che si occupavano della grafica e della produzione degli album in studio fossero i Residents."

## I Residents nella cultura di massa
- Nella storia autoconclusiva di Andrea Pazienza intitolata Giorno è presente una citazione ai Residents, durante il risveglio del protagonista a fianco della caffettiera compaiono delle frasi presumibilmente emesse da una radio che parlano di Commercial Album.[53]
- In un concerto tenuto al Jones Beach Theater di Wantagh (Stati Uniti) nel mese di giugno del 2013, la cantante Kesha si è esibita al fianco di alcuni ballerini vestiti come i Residents che l'hanno accompagnata sul palco durante la sua Blah Blah Blah.[54]
- I Residents sono spesso presenti nei racconti a fumetti dell'autore serbo Alexandar Zograf, loro grande fan. Si veda ad esempio "In giro per lo spaziotempo con Aleksandar Zograf"
- In Dylan Dog Maxi numero 17 nella storia chiamata " La chiamata per l'inferno" il protagonista , per risolvere un caso, si reca all'inferno. Alcuni aiutanti di Satana hanno lo stesso aspetto e vestiario dei Residents mostrando un palese omaggio alla band.

## Discografia

### Album in studio
- Meet the Residents - 1974
- The Third Reich 'n Roll - 1976
- Fingerprince - 1977
- Duck Stab/Buster & Glen - 1978
- Not Available - 1978
- Eskimo - 1979
- The Commercial Album - 1980
- Mark of the Mole - 1981
- The Tunes of Two Cities - 1982
- Title in Limbo (con i Renaldo and the Loaf) - 1983
- George & James - 1984
- Whatever Happened to Vileness Fats? - 1984
- Census Taker - 1985
- The Big Bubble: Part Four of the Mole Trilogy - 1985
- Stars & Hank Forever - 1986
- God in Three Persons - 1988
- The King & Eye - 1989
- Freak Show Soundtrack - 1991
- Our Finest Flowers - 1992
- Cube E: Live in Holland - 1994
- Gingerbread Man - 1994
- Hunters - 1995
- Have a Bad Day - 1996
- Wormwood: Curious Stories from the Bible - 1998
- Roadworms: The Berlin Sessions - 2000
- Demons Dance Alone - 2002
- WB: RMX - 2003
- Animal Lover - 2005
- River of Crime (Episodes 1–5) – 2006
- Tweedles – 2006
- Night of the Hunters – 2007
- The Voice of Midnight – 2007
- Smell My Picture – 2008
- The Bunny Boy – 2008
- Postcards from Patmos – 2008
- Hades – 2009
- The Ughs! – 2009
- Arkansas – 2009
- Ozan – 2010
- Strange Culture/Haeckel's Tale – 2010
- Dollar General – 2010
- Dolor Generar – 2011
- Chuck's Ghost Music – 2011
- Lonely Teenager – 2011
- Coochie Brake – 2012
- Mush-Room - 2013
- Ten Two Times - 2013
- Shadowland - 2014
- Snakey Wake - 2015
- The Ghost of Hope - 2017
- Intruders - 2018
- Metal, Meat & Bone – The Songs Of Dyin’ Dog - 2020

### Album live
- The Mole Show Live at the Roxy – 1983
- The 13th Anniversary Show Live in the U.S.A. – 1986
- 13th Anniversary Show: Live in Japan – 1986
- The Thirteenth Anniversary Show – 1987
- The Mole Show Live in Holland – 1989
- Cube E: Live in Holland – 1990
- Live at the Fillmore – 1998
- Wormwood Live – 1999
- Kettles of Fish on the Outskirts of Town – 2002
- The Way We Were (live CD/DVD) – 2005
- Cube E Box Set – 2006
- Talking Light Rehearsal – 2010
- Talking Light – 2010–11

### Singoli ed EP
- Santa Dog – 1972
- Satisfaction – 1976
- The Beatles Play the Residents and the Residents Play the Beatles – 1977
- Santa Dog '78 – 1978
- Duck Stab! - 1978
- Babyfingers – 1979
- Diskomo – 1980
- The Commercial Single – 1980
- Intermission: Extraneous Music from the Residents' Mole Show – 1983
- Safety is the Cootie Wootie – 1984
- It's a Man's Man's Man's World – 1984
- Kaw-Liga – 1986
- Earth vs. the Flying Saucers – 1986
- It's a Man's Man's Man's World (Australia) – 1986
- Hit the Road Jack – 1987
- For Elsie – 1987
- Snakey Wake – 1987
- Buckaroo Blues – 1988
- Santa Dog 88 – 1988
- Double Shot – 1988
- Holy Kiss of Flesh – 1988
- From the Plains to Mexico – 1989
- Don't Be Cruel – 1989
- Blowoff – 1992
- Santa Dog '92 – 1992
- Prelude to "The Teds" – 1993
- Pollex Christi – 1997
- I Hate Heaven – 1998
- In Between Screams – 1999
- High Horses – 2001
- The Sandman Waits – 2007
- Anganok – 2009
- GBM(i) – 2011
- RZ VF – 2011

### Compilation
- The Residents Radio Special – 1979
- Please Do Not Steal It! – 1979
- Nibbles – 1979
- Residue of the Residents – 1984
- Ralph Before '84: Volume 1, The Residents – 1984
- Assorted Secrets – 1984
- Memorial Hits – 1985
- The Pal TV LP – 1985
- Heaven? – 1986
- Hell! – 1986
- Stranger Than Supper – 1990
- Liver Music – 1990
- Daydream B-Liver – 1991
- Poor Kaw-Liga's Pain – 1994
- Louisiana's Lick – 1995
- Our Tired, Our Poor, Our Huddled Masses – 1997
- Residue Deux – 1998
- 25 Years of Eyeball Excellence – 1998
- Land of Mystery – 1999
- Refused – 1999
- Dot.Com – 2000
- Diskomo 2000 – 2000
- Petting Zoo – 2002
- Eat Exuding Oinks – 2002
- Best Left Unspoken...Vol. 1 – 2006
- Best Left Unspoken...Vol. 2 – 2006
- Best Left Unspoken...Vol. 3 – 2007
- Ten Little Piggies – 2009
- Chicken Scratching with The Residents – 2010
- Ozark – 2011
- ERA B4-74 – 2012

### Progetti multimediali vari
- Vileness Fats (progetto cinematografico incompiuto) – 1972–1976
- The Mole Show/Whatever Happened to Vileness Fats? (VHS) –1984
- Freak Show/Freak Show Soundtrack (CD-ROM) – 1991
- The Eyes Scream: A History of the Residents (VHS) (con Penn Jillette) – 1991
- Twenty Twisted Questions (Laserdisc) – 1992
- Gingerbread Man (CD-ROM) – 1994
- Bad Day on the Midway (CD-ROM) – 1995
- Icky Flix (DVD) – 2001
- Eskimo (DVD) – 2002
- Disfigured Night DVD (DVD) – 2002
- Live! On The Outskirts (DVD) – 2002
- Demons Dance Alone (DVD) – 2003
- The Commercial DVD (DVD) – 2004
- Wormwood: Curious Stories from the Bible (DVD) – 2005
- The Way We Were (CD/DVD) – 2005
- Cube E Box (CD/DVD) – 2006
- River of Crime (Episodes 1–5) (podcast) – 2006
- Timmy (Internet video series) – 2006
- The Bunny Boy (serie video di internet) – 2008
- Icky Flix Live (DVD) – 2009
- The Mole Show (Kabuki) (CD/DVD) – 2009
- Is Anybody Out There? (DVD) – 2009
- Randy's Ghost Stories (DVD) – 2010
- Talking Light 3D DVD/Comic (Blu-ray) – 2011
- Bimbo's Talking Light DVD (DVD) – 2011